# 1964年東京オリンピックの東西統一ドイツ選手団
1964年東京オリンピックの東西統一ドイツ選手団（1964ねんとうきょうオリンピックのとうざいとういつドイツせんしゅだん）は、1964年10月10日から10月24日にかけて日本の首都東京で開催された1964年東京オリンピックの東西統一ドイツ選手団、およびその競技結果。

## 概要
今大会は金メダル10個、銀メダル22個、銅メダル18個の合計50個のメダルを獲得した。

## メダル
| メダル | 選手名                                                                                | 競技   | 種目                   |
| ------ | ------------------------------------------------------------------------------------- | ------ | ---------------------- |
| 金     | ウィリー・ホルドルフ                                                                  | 陸上   | 男子十種競技           |
| 金     | カリン・バルツァー                                                                    | 陸上   | 女子80mハードル        |
| 金     | エルンスト・シュトレング ロター・クレスゲス カールハインツ・ヘンリヒス カール・リンク | 自転車 | 男子4000m団体追い抜き  |
| 銀     | ハラルト・ノルポト                                                                    | 陸上   | 男子5000m              |
| 銀     | ディーター・リントナー                                                                | 陸上   | 男子20km競歩           |
| 銀     | ヴォルフガング・ラインハルト                                                          | 陸上   | 男子棒高跳             |
| 銀     | レナーテ・クルムベルガー                                                              | 陸上   | 女子砲丸投             |
| 銀     | イングリッド・ロッツ                                                                  | 陸上   | 女子円盤投             |
| 銀     | ヴォルフガング・ホフマン                                                              | 柔道   | 男子80kg以下級         |
| 銅     | クラウス・レーネルツ                                                                  | 陸上   | 男子棒高跳             |
| 銅     | ウーベ・バイヤー                                                                      | 陸上   | 男子ハンマー投         |
| 銅     | ハンス・ヨアヒム・ヴァルデ                                                            | 陸上   | 男子十種競技           |
| 銅     | ハンス・ヨアヒム・クライン                                                            | 競泳   | 男子100m自由形         |
| 銅     | ヴィリ・フッガーラー クラウス・コーブシュ                                             | 自転車 | 男子タンデムスプリント |
| 銅     | クラウス・グラーン                                                                    | 柔道   | 男子無差別級           |